# エスワティニの政党
エスワティニの政党では、エスワティニの政党について説明する。
エスワティニでは、1973年4月、国王ソブーザ2世によって憲法が停止され国王親政に移行し、議会停止、政党が禁止された。1986年ムスワティ3世が即位後も絶対王政が続いた。2006年新憲法が制定され、形式的には立憲君主制へ移行したが、政党に関しては非合法となっている。
現在、禁止されている政党は以下の通り:
- ングワネ民族解放会議（Ngwane National Liberatory Congress、NNLC）
- 人民統一民主運動（Peoples' United Democratic Movement）

## 歴史的政党
- インボコドヴォ国民運動（Imbokodvo National Movement）
- インフラヴァ政治運動（Inhlava Political Movement）
- シヴェ・シインガバ、シバーレ・シンジェ政治運動（Sive Siyinqaba, Sibahle Sinje Political Movement）
- ウンバーネ運動（Umbane Movement）
- スワジランド民主戦線（Swaziland Democratic Front）